# Remco van Wijk
Remco van Wijk (* 7. Oktober 1972 in Breda) ist ein ehemaliger niederländischer Hockeyspieler, der bei den Olympischen Spielen 1996 und 2000 die Goldmedaille gewann.

## Sportliche Karriere
Der 1,85 m große Remco van Wijk bestritt 244 Länderspiele für die niederländische Nationalmannschaft. Der Angriffsspieler debütierte 1993 in der Nationalmannschaft. Bei der Weltmeisterschaft 1994 in Sydney trafen die Niederländer im Finale auf die Mannschaft Pakistans. Beim Stand von 1:1 ging das Spiel in die Verlängerung, die Pakistaner gewannen im Siebenmeterschießen mit 4:3. Bei den Olympischen Spielen 1996 siegten die Niederländer im Halbfinale über die deutsche Mannschaft. Im Finale gewannen die Niederlande gegen die Spanier mit 3:1. Zwei Jahre später trafen die Niederländer im Finale der Weltmeisterschaft 1998 in Utrecht erneut auf die Spanier und gewannen den Titel mit 3:2. Bei den Olympischen Spielen 2000 gewannen die Niederländer das Halbfinale gegen Australien mit 5:4 im Siebenmeterschießen, nachdem vorher kein Tor gefallen war. Das Finale gegen Südkorea endete mit 3:3, im Penaltyschießen gewannen die Niederländer mit 5:4. Im März 2002 beendete Remco van Wijk bei der Weltmeisterschaft in Kuala Lumpur seine internationale Karriere. Die Niederländer unterlagen im Halbfinale der australischen Mannschaft, im Spiel um die Bronzemedaille bezwangen die Niederländer die Südkoreaner in der Verlängerung.
Nachdem er lange beim SV Kampong gespielt hatte, war Remco van Wijk zum Ende seiner aktiven Laufbahn als Spielertrainer in Breda tätig und schlug dann die Trainerlaufbahn ein.